# 通元镇
通元镇是中华人民共和国浙江省嘉兴市海盐县下辖的一个镇。

## 行政区划
通元镇下辖以下村级行政区划单位：
秦溪社区、虎溪街社区、浦漾村、雪水港村、丰义村、通元村、滕泾村、通北村、新拱村、联新村、良贤村、育才村、长山河村、三友村、张桥村和镇北村。